# 灌木新园蛛
灌木新园蛛（学名：Neoscona adianta），又名線紋姬鬼蛛，为园蛛科新园蛛属的动物。分布于日本以及中国大陆的河北、辽宁、吉林、黑龙江、内蒙古、四川、宁夏、新疆、北京、山西、山东、河南、湖南、湖北、贵州等地，一般栖息于灌木丛、果园、旱地以及水田。